# Cucutilla
Cucutilla es un municipio colombiano ubicado en el departamento de Norte de Santander. Su población es de 10.460 habitantes [2004], se ubica a 1.277 metros sobre el nivel del mar y su extensión es de 372 km². Fue fundado por Camilo Torres Delgado en 1780. Dentro del Municipio se ubica el Parque Natural Regional Sisavita.

## Toponimia
En cuanto al nombre, si se piensa que los aborígenes mantenían relaciones muy estrechas con el cacique Cúcuta, no se puede descartar la hipótesis de que sea un diminutivo de Cúcuta y podríamos a la vez suponer que se trataba de un homenaje al hombre que denominaba aquellas regiones respecto al fundador aunque no se ha podido comprobar por ningún medio, la tradición ha enseñado que fue Camilo Torres Delgado y que tuvo lugar en 1780.

## Geografía
Se localiza en la Región Andina de Colombia, en las coordenadas Longitud al oeste de Greenwich 72° 47' y Latitud Norte 7º 33'. Su temperatura promedio es de 21 °C. Limita al norte con Arboledas, al sur con Mutiscua y el departamento de Santander y al occidente con Arboledas. Dista 101 km de la ciudad de Cúcuta. Un gran parte del municipio, más de 6.000 hectáreas, forma parte del Páramo de Santurbán, fuente hídrica para Santander y Norte de Santander. Sus ríos son Cucutilla, Zulasquilla y las quebradas Honda, Grande, Pedregal, Caracolí y Crucesitas.

## División Político-Administrativa
Además de su Cabecera municipal. Cucutilla tiene bajo su jurisdicción los siguientes Centros poblados:
- San José de la Montaña
- Tierra Grata

Además, tiene 27 veredas.

## Economía
- La agricultura es su principal renglón económico con productos como el plátano, la caña panelera, el café y el fique, siendo el principal productor del departamento de este último producto.

- El sector pecuario su principal renglón es la producción bovina y le siguen en importancia el porcino, mular,cunícula y aves de corral.

## Historia
Propiamente hablando, los orígenes de la formación de Cucutilla no han podido comprobarse por haber desaparecido los archivos del municipio y de la parroquia. Pero por estudios hechos referentes a su investigación histórica, se dice que la tribu aborigen chitarera, habitante de la región estaba ubicada especialmente el punto de Cucutilla siendo allí jefe el indio Chapiro. 
Fue erigido municipio en 1812 elevado a la categoría de parroquia en 1814. Según la tradición oral, el libertador Simón Bolívar varias veces pasó por el pueblo y en una de ellas pernoctó, hecho que se recuerda con una placa conmemorativa.

## Festividades
- 8 de diciembre: Fiesta de la Inmaculada Concepción - Patrona de la Parroquia
- 2 de febrero: Virgen de la Candelaria.
- Junio: Festival Cultural y Deportivo Campesino.
- 20 de julio:  Fiesta Patronal de Nuestra Señora del Carmen
- Noviembre: Feria de la Creatividad.
- Diciembre: Aguinaldo cucutillense
- Diciembre: Feria del Agua

## Créditos
Este artículo contiene texto y/o imágenes de http://www.cucutanuestra.com, quien mediante autorización aceptó que se publicara bajo la Licencia de Documentación Libre de GNU.
- Datos: Q515211
- Multimedia: Cucutilla / Q515211